# Mono no aware
Mono no aware (物の哀れ) est un concept esthétique et spirituel japonais, pouvant être traduit comme « l'empathie envers les choses » ou « la sensibilité pour l'éphémère », utilisée par Motoori Norinaga dans son interprétation du Genji monogatari.

## Étymologie
L'expression mono no aware est composée du mot mono (物), signifiant « chose », et de l'interjection aware (哀れ). Couramment utilisée à l'époque Heian, on pourrait traduire cette interjection par « ah ! ». Elle témoigne d'une surprise mesurée, contrôlée.
Ainsi cette expression articulée autour de la particule japonaise の signifie très littéralement « l'aspect ah ! des choses ». Cependant, pour mieux comprendre l'expression, on peut la rapprocher d'équivalents européens, par exemple « lacrimae rerum (en) » ou « memento mori ».

## Signification
Ivan Morris, spécialiste du Dit de Genji, estime dans The World of The Shining Prince qu'on peut comprendre une différence fondamentale entre la culture japonaise et la culture européenne en comparant les expressions mono no aware et memento mori, qui reflètent chacune deux paradigmes qui ne mettent pas l'accent sur les mêmes réalités. La plus grande différence est peut-être celle de l'emphase. Le christianisme, tout en nous rappelant l'impermanence et la vanité des choses de ce monde, ne s'étend généralement pas sur le thème et préfère mettre l'accent sur la dichotomie entre péché et vertu. Le bouddhisme japonais, au contraire, s'est préoccupé de la nature fuyante du monde phénoménal.
Tandis que mono no aware se pose dans la description résignée et la contemplation, memento mori pousse à l'action, et donc au carpe diem.